# W Koperniku – Live
W Koperniku: Live – koncertowy album DVD zespołu Izrael, zawierający nagrania z jego występu w warszawskim XXXIII LO im. Mikołaja Kopernika 11 września 1991, dwa teledyski: „See I & I”, „See I & I” (koncertowy z festiwalu „Odjazdy”) i dodatki w postaci biografii, dyskografii, wywiadu (Brylewski/Malejonek) oraz galerii zdjęć.

## Lista utworów
| 01 . | „Leave Me Alone”                 |  |
|      |                                  |  |
| 02 . | „Ridem”                          |  |
|      |                                  |  |
| 03 . | „Progress”                       |  |
|      |                                  |  |
| 04 . | „Love or Die (Cool Cool Riders)” |  |
|      |                                  |  |
| 05 . | „Let Me Feel”                    |  |
|      |                                  |  |
| 06 . | „Live to Love”                   |  |
|      |                                  |  |
| 07 . | „Don't Get Stuck ”               |  |
|      |                                  |  |
| 08 . | „Jungle Life”                    |  |
|      |                                  |  |
| 09 . | „Brothers”                       |  |
|      |                                  |  |

## Muzycy
- Robert „Goldrocker” Brylewski – śpiew, gitara, Korg MonoPoly
- Dariusz „Maleo” Malejonek – śpiew, gitara
- Sławomir „DżuDżu” Wróblewski – gitara basowa
- Włodzimierz „Kinior” Kiniorski – saksofony, flet basowy, instrumenty perkusyjne, śpiew
- Piotr „Stopa” Żyżelewicz – perkusja
- Marcin Miller – „pomoc astralna”